# TV-SAT 2
O TV-SAT 2 (também conhecido apenas por DFS-1) foi um satélite de comunicação geoestacionário alemão construído pela Aérospatiale, ele esteve localizado na posição orbital de 19,2 graus de longitude oeste e era operado pela Deutsche Telekom Bundespos (atual Deutsche Telekom). O satélite foi baseado na plataforma Spacebus 300 e sua expectativa de vida útil era de 8 anos. O mesmo saiu de serviço no início de setembro de 1999 e foi transferido para uma órbita cemitério.

## História
Assim como o francês TDF, os satélites TV-SAT foram baseados na satélite Spacebus 300 e foram criadas pelo consórcio Eurosatellite da Aérospatiale e Messerschmitt-Bölkow-Blohm (MBB). As especificações técnicas do TV-SAT também são praticamente idênticos aos satélites TDF, e ambos os satélites partilharam o mesmo local geoestacionário perto de 19 graus de longitude oeste. A MBB era responsável pela atitude e sistemas de controle de órbita em ambos os TDF e TV-SAT usando os motores S400 e S10.
O TV-SAT 1 foi lançado em 8 de Agosto de 1989 e foi colocado na posição orbital de 19,2 graus de longitude oeste, onde o mesmo permaneceu até fevereiro de 1995, quando em março do mesmo ano foi movido para 0,6 graus oeste, posição orbital em que o satélite prestou serviço até outubro de 1998, quando em novembro de 1998 o TV-SAT 2 foi transferido mais uma vez, agora para 12,5 graus de longitude oeste, local onde ele ficou até no início de setembro de 1999 quando o mesmo saiu de serviço e foi enviado para uma órbita cemitério.

## Lançamento
O satélite foi lançado com sucesso ao espaço no dia 08 de agosto de 1989, por meio de um veículo Ariane-44LP H10, lançado a partir do Centro Espacial de Kourou, na Guiana Francesa, juntamente com o Hipparcos. Ele tinha uma massa de lançamento de 2.136 kg.

## Capacidade e cobertura
O TV-SAT 2 era equipado com 5 (mais 1 de reserva) transponders em banda Ku que prestavam serviços telecomunicações à Alemanha.